# 光华街道 (汕头市)
光华街道是中华人民共和国广东省汕头市金平区下辖的一个街道办事处。
2019年，撤销乌桥街道、光华街道，合并设立光华街道。

## 行政区划
光华街道下辖以下村级行政区划单位：
建华社区、明珠社区、大学路上社区、厦岭社区、西港社区、杏花社区、潮汕路社区、新乡社区、光华社区（无人口）、翠堤湾社区、享祠社区、火车头社区、振兴社区、焕金社区和二马社区。